# Victor Haak
Anders Johan Victor Haak, (född Andersson) 22 april 1874 i Lönneberga, Småland, död 10 april 1969 i Lönneberga, Småland, var en svensk författare, kantor, folkskollärare, landsmålsberättare/ bondkomiker och skådespelare. Han tog sig efternamnet Haak 1888 efter mamman Anna Lovisa Haak. 1896 avlade han examen i Linköping som folkskollärare och 1901 tog han organistexamen i Strängnäs. 
Under pseudonymen Danjel ve Korsgrinna uppträdde han som bondkomiker. Han använde även detta alias som diktare och skribent i såväl lokal press som rikspress. 
I bondkomikerrollen debuterade han på Skansen i Stockholm 1938; Dagens Nyheter recencerade framträdandet den 28 maj "Den nye smålänske bygdemålsberättaren Danjel ve Korsgrinna visade sig vara en trevlig farbror, när han igår kväll debuterade för stockholmarna på Skansen. Han hade en underhållande och rolig repertoar av egen tillverkning, delvis på vers. Publiken på Skansen hade hjärtligt roligt åt den nye berättaren, som skrivit en hel diktsamling på nordsmåländsk lyrik. Efter denna debut hade han återkommande framträdanden på Skansen under drygt ett decennium. Hans dikter och krönikor publicerades under 1940 och -50 talet i rikspressen, framförallt Svenska Dagbladet
Victor var god vän med Albert Engström. I boken "Mest om Albert Engström" (1941), vilken sammanställer ett antal skribenters minnen av Albert, beskriver Victor deras första möte 1929 samt hur de senare gav sig ut för att botanisera orkidéer samt att fiska. I den lokala traditionen finns flera historier om dessa två ute på fiske i sjön Linnen Lönneberga socken.  
Första filmen där Victor har en biroll (I mörkaste Småland, 1943) är baserad på Engströms Smålandshistorier. I flera intervjuer som han gav nämner han att hans insats främst var att lära "upplänningar" som Sigurd Wallén och Emil Fjellström att prata småländska.  
I det två sockenbeskrivningarna som han publicerade uppehåller han sig speciellt kring skrock och lokala sägner, lokal dialekt samt beskriver ingående den lokala botaniken. År 1928 diktade och tonsatte han Lönneberga-sången som i 8 verser beskriver såväl bygden som längtan tillbaka till denna om man mot förmodan skulle lämna den.    
Victor var hängiven botanist, från 1910-talet och framöver företog han ett stort antal botaniska resor inom Sverige. Han påbörjade arbetet med att anlägga en botanisk trädgård i Rumskulla 1911. Under åren 1930 till 1934 anlade han terrasser och påbörjade en botanisk trädgård vid sjön Linnens strand, året efter byggde han huset som gavs namnet Enevalla.   
Utöver verk publicerade i eget namn eller under pseudonym, var han medskribent till ett antal skolläromedel under 1920 och -30-talet inom botanik och geografi.   

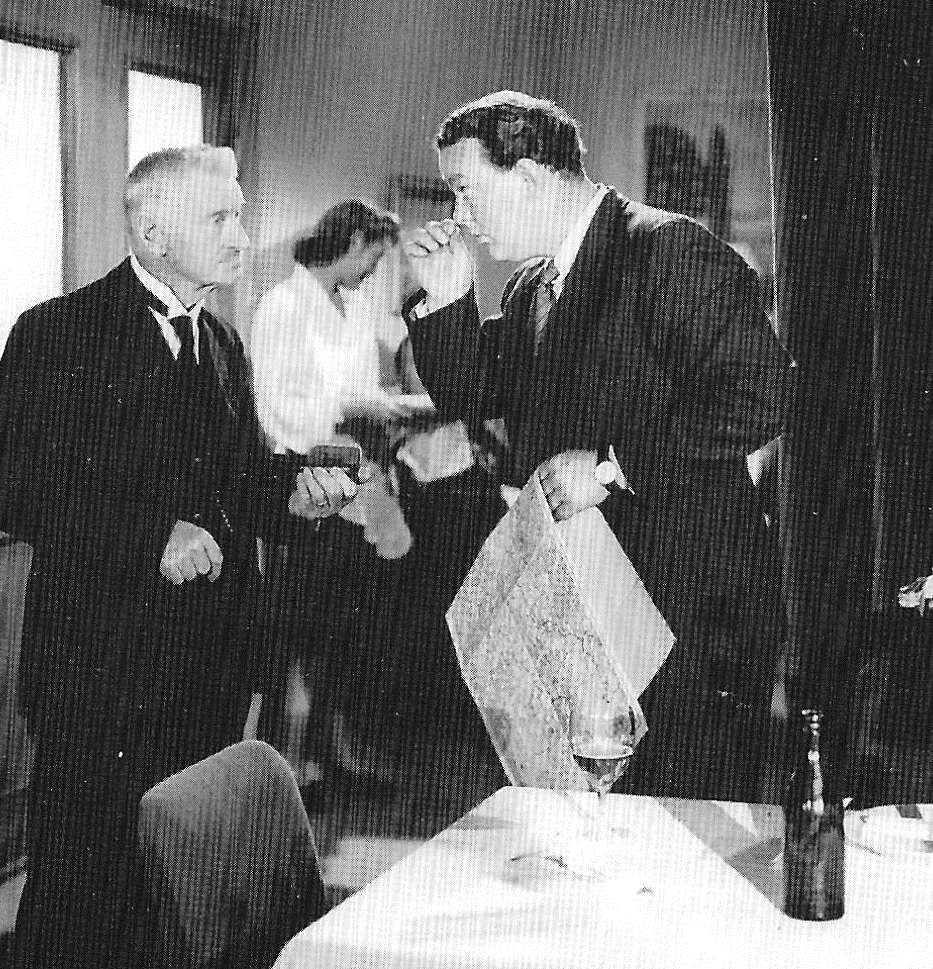
Victor Haak och Åke Grönberg, ur filmen "Flickorna i Småland"

## Filmografi
- 1943 – I mörkaste Småland
- 1945 – Flickorna i Småland
- 1946 – Saltstänk och krutgubbar
- 1948 – Robinson i Roslagen
- 1948 – Marknadsafton